# Arrondissement Autun
Arrondissement Autun je francouzský arrondissement ležící v departementu Saône-et-Loire v regionu Burgundsko. Člení se dále na 11 kantonů a 83 obcí.

## Kantony
- Autun-Nord
- Autun-Sud
- Couches
- Épinac
- Issy-l'Évêque
- Le Creusot-Est
- Le Creusot-Ouest
- Lucenay-l'Évêque
- Mesvres
- Montcenis
- Saint-Léger-sous-Beuvray